# 윌킨슨 (음악 프로듀서)
윌킨슨(Wilkinson, 1989년 4월 18일 ~ )은 잉글랜드의 음악 프로듀서이다.